# Cursă fără frâne
Cursă fără frâne (engleză Premium Rush) este un film de acțiune din 2012 regizat de David Koepp, scenariul fiind scris de Koepp și John Kamps. În film joacă Joseph Gordon-Levitt, Michael Shannon, Dania Ramirez și Jamie Chung. Acțiunea are loc în jurul unui curier pe bicicletă care este urmărit prin New York City de către un om care vrea un plic pe care-l are mesagerul. El a fost lansat pe 24 august 2012 de Columbia Pictures și a primit recenzii pozitive din partea criticilor de film.

## Povestea
Wilee (Joseph Gordon-Levitt) este un mesager pe bicicletă din New York alături de fosta lui prietenă, Vanessa (Dania Ramirez). Colega ei de cameră, Nima (Jamie Chung), timp de câțiva ani a strâns $50.000 pe care-i ținea la Mr. Leung (Henry O), un hawaladar chinez, pe care i-a luat în forma unui tichet pe care el trebuie să il ducă Sorei Chen, cumpărând un loc pentru fiul și mama sa pe una din corăbiile Sorei Chen în care bandele fac contrabandă de oameni din China în Statele Unite.
Mr. Lin, un creditor local, îi spune lui Mr. Leung despre tichet și cum poate obține banii lui Nima. El mai apoi îi spune lui Bobby Monday (Michael Shannon), un ofițer NYPD dependent de jocuri care-i datorează bani, propunându-i să-l scape de datorie dacă Monday îi va aduce acel tichet. Monday o urmărește pe Nima, care decide să-l angajeze pe Wilee ca să livreze plicul cu tichet Sorei Chen la ora 7 P.M. După ce Wilee a luat plicul și pleacă, Monday o prinde pe Nima, de la care a aflat faptul că Wilee are tichetul și merge să-l livreze. După ce Monday pleacă, Vanessa o găsește pe Nima, și află ce este înăuntrul plicului.
Monday îl vede și-l ajunge pe Wilee înainte ca el să plece de la campusul unde Nima învață și-i cere tichetul. Wilee scapă și pleacă la un sector de poliție ca să-l denunțe pe Monday, dar descoperă că el este un ofițer de poliție, și se ascunde la baie, unde el deschide plicul și observă tichetul.
După ce el fuge de la sector, Wilee îl sună nervos pe dispecer, Raj (Aasif Mandvi), și-i spune că el îl întoarce și ca să vină altcineva să-l ieie. Înorcându-se la colegiu, Wilee lasă plicul, care este luat de oponentul său, Manny (Wolé Parks). Înainte ca Manny să ia plicul, Monday îl sună pe dispecer și schimbă adresa  livrării.
Când Wilee este pe cale să părăsească colegiul, el dă peste Nima. El îi povestește ce-a făcut cu biletul și ea la rândul ei îi spune adevărul. Simțindu-se vinovat, Wilee încearcă să-l ajungă pe Manny, care refuză să-i dea plicul înapoi. Ei încep să se întreacă și dau întâmplător de un polițist pe bicicletă, care mai înainte l-a urmărit pe Wilee și a încercat să-l aresteze. Când se apropie de locul spus de Monday, polițistul pe bicicletă îl prinde pe Manny și-l arestează. Vanessa, care a înțeles scopul urmărit de Monday, îl urmărea de asemenea pe Manny, și reușește să-i ia rucsacul și să il dea lui Wilee.
Când ei aproape au scăpat, Wilee este dat jos de pe bicicletă de un taxi. El este dus la spital cu o ambulanță în care este și Monday, în timp ce bicicleta sa deteriorată este luată ca un sechestru. Monday îi face durere lui Wilee până când cad la înțelegerea să-i dea bicicleta în schimbul plicului.
Wilee îi spune lui Monday că plicul este în rucsacul lui Manny, lăsându-l să-și caute bicicleta. Căutându-și bicicleta Wilee o întâlnește pe Vanessa. Ea-i dă lui plicul, pe care ea l-a preluat, și scapă pe o bicicletă furată. Monday, dându-și seama că Wilee l-a tras pe sfoară, îl urmărește până la locul unde se afla Sora Chen. Între timp, Nima a solicitat ajutor de la domnul Leung. El îl trimite pe Sudoku Man ca să o ajute.
Când Wilee ajunge pe Chinatown, îl întâșnește pe Monday, care-l amenință cu moartea. La scurt timp vine Vanessa cu o mulțime de mesageri pe biciclete, trimiși de Raj, și-l rețin pe Monday, Wilee profitând de situație întră în cafenea și oferă Sorei Chen plicul, care-l sună pe capitanul navei ei și îi spune ca s-o lese pe mama și pe fiul lui Nima la bord. Afară, pe Monday îl găsește Sudoku Man, care-l lovește în cap și pleacă. Sosește Nima, după ce a primit un telefon care-a confirmat că mama și fiul ei sunt la bord, și se întâlnește cu Wilee și Vanessa.

## Distribuție
- Joseph Gordon-Levitt: Wilee, mesagerul pe bicicletă
- Michael Shannon: Bobby Monday, polițistul corupt
- Dania Ramirez: Vanessa, ex-prietena lui Wilee
- Jamie Chung: Nima, colega de cameră a lui Vanessa
- Wolé Parks: Manny, mesager pe bicicletă, rivalul lui Wilee
- Christopher Place: Polițistul pe bicicletă
- Aasif Mandvi: Raj, dispecerul mesagerilor pe bicicletă/șeful
- Henry O: Mr. Leung, hawaladarul chinez
- Brian Koppelman: Creditor
- Boyce Wong: Mr. Lin, un creditor local
- Kevin Bolger: Squid
- Sean Kennedy: Marco
- Kymberly Perfetto: Polo
- Anthony Chisholm: Tito
- Lauren Ashley Carter: Phoebe
- Aaron Tveit: Kyle
- Darlene Violette: Debra
- Ruth Zhang: Mama lui Nima
- Bojun Wang: Fiul lui Nima
- Mario D'Leon: Moosey
- Djani Johnson: Johnny
- Wai Ching Ho: Sora Chen

## Producere

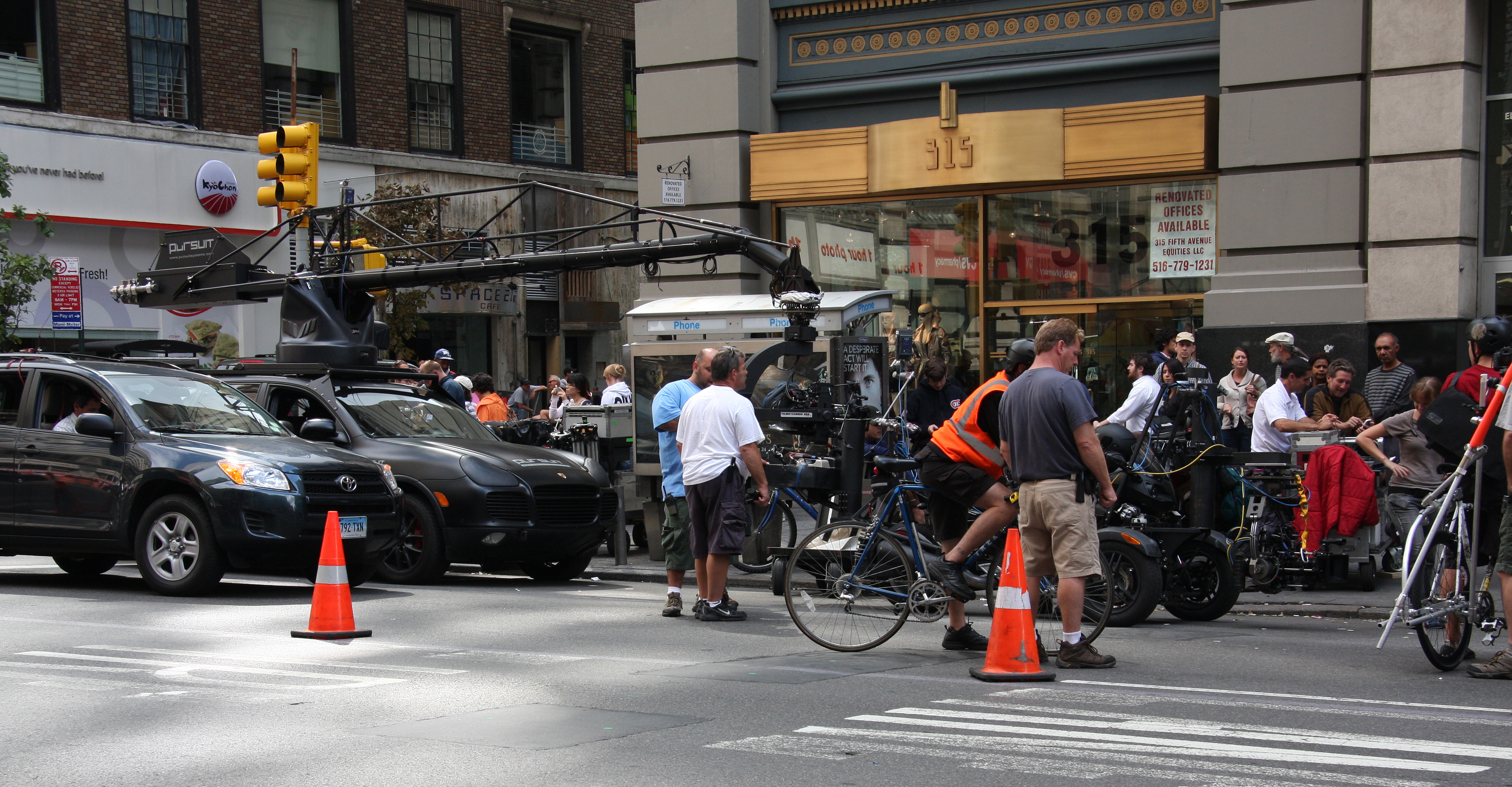
Echipa de filmare se pregătește să filmeze o scenă la intersecția dintre 5th Avenue şi West 34th Street (sub Empire State Building)

Filmările au început în mijlocul lui iulie, anul 2010 în New York. Gordon-Levitt a fost rănit în timpul filmărilor pe 1 august 2010, când a mers foarte repede cu bicicleta și s-a lovit de spatele unui taxi. Impactul a făcut ca Gordon-Levitt să zboare în parbriz din spate a taxiului, tăindu-și brațul și fiind nevoie să fie cusut de 31 de ori. Lovitura din urma acelui accident este inclusă ca o scenă din timpul creditării filmului. Prin locații unde s-a filmat se numără Columbia University, Central Park și Canal Street.

## Procesul și acuzațiile de încălcarea a drepturilor de autor
În 2011, un isc care susținea încălcarea drepturilor de autor a fost depus în Districtul de Nord din California de autorul Joe Quirk, revendicând că Cursă fără frâne s-a bazat pe romanul lui din 1998 The Ultimate Rush. Iscul revendica multe idei, nume de personaje și scene similare cu cele din romanul original a lui Quirk. În iulie 2012, judecătorul federal Richard Seeborg a refuzat să respingă iscul lui Quirk potrivit căreia Sony Pictures, compania-mamă a lui Columbia Pictures, a încălcat contractul implicit. Compania de producție Pariah, directorul David Koepp și co-scenaristul John Kamps sunt, de asemenea, menționați în isc.

## Recepție
Filmul a primit recenzii pozitive din partea criticilor. Acesta deține în prezent 76% din raitingul „Certified Fresh” a lui Rotten Tomatoes bazat pe 144 de opinii cu consensul care atestă: „El este constituit din lucruri familiare, dar nu contează cât este de stereotip după cum s-ar putea părea scenariul din Cursă fără frâne , el este ridicat de cifră octanică mare de acțiune și performanțe plăcute făcute de Joseph Gordon-Levitt și Michael Shannon.” Criticul Roger Ebert de la Chicago Sun-Times i-a decernat filmului 3,5 stele din 4, denumindul un „breakneck chase movie”.
Metacritic a dat filmului 66/100 bazându-se pe 36 de critici.
În timpul weekendului de deschidere, Cursă fără frâne a fost deschis la #8, încasând $6,03 milioane. Din 23 decembrie 2012, filmul a încasat $20.275.446 în America de Nord, încasarea de pe piețele externe fiind de $10.399.802, încasarea totală pe plan mondial constituind $30.675.248.